# Trofeu Franco Balestra
El Trofeu Franco Balestra és una competició ciclista d'un dia que es disputà a la Província de Brescia. La primera edició va tenir lloc el 1977, i va ser amateur fins al 2004. El 2005 va entrar a formar part del calendari de l'UCI Europa Tour. A partir del 2013 torna a ser una cursa per a amateurs i el 2015 es va disputar per darrera vegada. Del 1977 al 2005 era conegut com a Trofeo Franco Balestra-Memorial Sabbadini i des del 2006 com a Trofeo Franco Balestra-Memorial Giampietro Metelli.

## Palmarès

### Fins al 2001
| - 1977: Vinicio Coppi - 1978: Davide Meggiolaro - 1979: Enrico Pezzetti - 1980: Davide Giovanardi - 1981: Sergio Dottesio - 1982: Mauro Andreoli - 1983: Enrico Zaina - 1984: Giuseppe Danieli - 1985: Giuseppe Gamba | - 1986: Elio Gusmini - 1987: Stefano Cecini - 1988: Orlando Pasinelli - 1989: Mauro Valoti - 1990: Marco Botta - 1991: Diego Ferrari - 1992: Lorenzo Di Silvestro - 1993: Maurizio Tomi | - 1994: Alexander Ivankin - 1995: Federico Profeti - 1996: Elia Aggiano - 1997: Moreno Di Biase - 1998: Miguel Ángel Meza - 1999: Marco Zanotti - 2000: Matteo Tinelli - 2001: Alberto Loddo |

### A partir del 2002
| Any  | Vencedor              | Segon             | Tercer             |
| ---- | --------------------- | ----------------- | ------------------ |
| 2002 | Antonio Bucciero      | Paride Grillo     | Mirco Lorenzetto   |
| 2003 | Alex Gualandi         | Marco Bertoletti  | Alessandro Vanotti |
| 2004 | Paride Grillo         | Gianluca Geremia  | Giacomo Vinoni     |
| 2005 | Branislau Samoilau    | Jamie Burrow      | Domenico Passuello |
| 2006 | Aurélien Passeron     | Antonio Bucciero  | Alessandro Proni   |
| 2007 | Simone Ponzi          | Francesco Ginanni | Cristopher Bosio   |
| 2008 | Wojciech Dybel        | Emanuele Vona     | Alessandro Raisoni |
| 2009 | Davide Cimolai        | Enrico Peruffo    | Sacha Modolo       |
| 2010 | Alexander Mironov     | Matteo Collodel   | Nicola Boem        |
| 2011 | Alessandro Mazzi      | Nicola Boem       | Sonny Colbrelli    |
| 2012 | Patrick Facchini      | Mattia Cattaneo   | Diego Rosa         |
| 2013 | Andrea Zordan         | Michele Simoni    | Alberto Bettiol    |
| 2014 | Cristian Delle Stelle | Matteo Collodel   | Marco Chianese     |
| 2015 | Alfio Locatelli       | Gianni Moscon     | Giulio Ciccone     |